# Mistrzostwa Polski w Kajakarstwie 2002
64. Mistrzostwa Polski seniorów w kajakarstwie – odbyły się w dniach 15 - 16 czerwca 2002 roku w Bydgoszczy. 

## Medaliści

### Mężczyźni

#### Kanadyjki
| Konkurencja | Złoto                                                                           | Czas     | Srebro                                                                                     | Czas    | Brąz                                                                                   | Czas    |
| C-1 200 m   | Andrzej Jezierski (Posnania)                                                    | 42,08    | Daniel Jędraszko (Posnania)                                                                | 42,75   | Adam Ginter (Spójnia Warszawa)                                                         | 43,55   |
| C-1 500 m   | Paweł Baraszkiewicz (Posnania)                                                  | 1:52,39  | Roman Rynkiewicz (AZS-AWF Gorzów Wlkp.)                                                    | 1:53,81 | Marcin Kobierski (Zawisza Bydgoszcz)                                                   | 1:54,13 |
| C-1 1000 m  | Marcin Grzybowski (Gwarek Czechowice-Dziedzice)                                 | 3:58,00  | Roman Rynkiewicz (AZS-AWF Gorzów Wlkp.)                                                    | 4:02,44 | Marcin Kobierski (Zawisza Bydgoszcz)                                                   | 4:04,24 |
| C-2 200 m   | Daniel Jędraszko Paweł Baraszkiewicz (Posnania)                                 | 38,72    | Michał Śliwiński Adam Ginter (Spójnia Warszawa)                                            | 39,28   | Rafał Rogoziecki Marek Schmidt (Posnania)                                              | 40,95   |
| C-2 500 m   | Michał Gajownik Andrzej Jezierski (Posnania)                                    | 1:44, 41 | Michał Śliwiński Adam Ginter (Spójnia Warszawa)                                            | 1:46,83 | Sebastian Zachara Tomasz Rynkiewicz (AZS-AWF Gorzów Wlkp.)                             | 1:48,37 |
| C-2 1000 m  | Michał Śliwiński Adam Ginter (Spójnia Warszawa)                                 | 3:37,50  | Michał Gajownik Andrzej Jezierski (Posnania)                                               | 3:42,05 | Adrian Sieczkowski Łukasz Gros (Wel Lidzbark Welski)                                   | 3:44,97 |
| C-4 200 m   | Posnania Michał Gajownik Andrzej Jezierski Daniel Jędraszko Paweł Baraszkiewicz | 37.01    | AZS-AWF Gorzów Wlkp. Ireneusz Szpynda Roman Rynkiewicz Sebastian Zachara Tomasz Rynkiewicz | 39,15   | MOS Wrocław Sławomir Zajączkowski Dariusz Raczkowski Tomasz Szymkowiak Krzysztof tryba | 39,58   |
| C-4 500 m   | Posnania Michał Gajownik Andrzej Jezierski Daniel Jędraszko Paweł Baraszkiewicz | 1:38,61  | AZS-AWF Gorzów Wlkp. Ireneusz Szpynda Roman Rynkiewicz Sebastian Zachara Tomasz Rynkiewicz | 1:43,99 | Posnania Adam Rzepiński Marek Schmidt Mikołaj Węckowski Szczepan Krajewski             | 1:49,33 |
| C-4 1000 m  | Posnania Michał Gajownik Andrzej Jezierski Paweł Baraszkiewicz Daniel Jędraszko | 3:28,64  | AZS-AWF Gorzów Wlkp. Ireneusz Szpynda Mateusz Rycombel Roman Rynkiewicz Tomasz Rynkiewicz  | 3:32,94 | Posnania Jerzy Borowiak Maciej Trzuskawski Mikołaj Węckowski Szczepan Krajewski        | 3:41,94 |

#### Kajaki
| Konkurencja | Złoto                                                                      | Czas    | Srebro                                                                           | Czas    | Brąz                                                                                    | Czas    |
| K-1 200 m   | Ołeksy Śliwiński (Spójnia Warszawa)                                        | 37,14   | Andrzej Liminowicz (Spójnia Warszawa)                                            | 37,62   | Rafał Głażewski (MKKS Gorzów Wlkp.)                                                     | 38,03   |
| K-1 500 m   | Marek Twardowski (Sparta Augustów)                                         | 1:43,77 | Tomasz Nowak (MKKS Gorzów Wlkp.)                                                 | 1:44,64 | Rafał Głażewski (MKKS Gorzów Wlkp.)                                                     | 1:52,22 |
| K-1 1000 m  | Dariusz Białkowski (Astoria Bydgoszcz)                                     | 3:31,60 | Rafał Głażewski (MKKS Gorzów Wlkp.)                                              | 3:32,26 | Krzysztof Łuczak (Posnania)                                                             | 3:38,90 |
| K-2 200 m   | Ołeksy Śliwiński Marek Witkowski (Spójnia Warszawa)                        | 35,09   | Dominik Łęczewski Maciej Zawadzki (WTW Warszawa)                                 | 35,57   | Maciej Majchrzak Tomasz Żądło (UKS Świerklaniec)                                        | 36,02   |
| K-2 500 m   | Paweł Baumann Łukasz Szałkowski (Posnania)                                 | 1:31,00 | Maciej Majchrzak Tomasz Żądło (UKS Świerklaniec)                                 | 1:32,36 | Mariusz Słowiński Robert Smełsz (Zawisza Bydgoszcz)                                     | 1:32,54 |
| K-2 1000 m  | Tomasz Nowak Rafał Głażewski (MKKS Gorzów Wlkp.)                           | 3:14,86 | Paweł Baumann Łukasz Szałkowski (Posnania)                                       | 3:15,42 | Mariusz Słowiński Robert Smełsz (Zawisza Bydgoszcz)                                     | 3:19,74 |
| K-4 200 m   | Posnania Przemysław Gawrych Paweł Baumann Paweł Łakomy Łukasz Szałkowski   | 32,92   | Zawisza Bydgoszcz Marcin Czajka Mariusz Słowiński Robert Smełsz Dariusz Mikolcz  | 33,20   | WTW Warszawa Krzysztof Kozakiewicz Daniel Denisiuk Dominik Łęczewski Maciej Zawadzki    | 33,58   |
| K-4 500 m   | Posnania Przemysław Gawrych Paweł Baumann Paweł Łakomy Łukasz Szałkowski   | 1:24,86 | Zawisza Bydgoszcz Marcin Czajka Mariusz Słowiński Robert Smełsz Dariusz Mikolcz  | 1:26,79 | Spójnia Warszawa Andrzej Liminowicz Andrzej Szymanowski Piotr Michalak Ołeksy Śliwiński | 1:27,74 |
| K-4 1000 m  | Posnania Przemysław Gawrych Maciej Kasprzak Paweł Łakomy Łukasz Szałkowski | 3:00,54 | Spójnia Warszawa Marek Witkowski Marcin Serwin Marcin Gołębiewski Piotr Michalak | 3:02,66 | WTW Warszawa Michał Starczewski Remigiusz Lenczyk Kamil Kałwa Maciej Zawadzki           | 3:04,53 |

### Kobiety

#### Kajaki
| Konkurencja | Złoto                                                                         | Czas    | Srebro                                                                  | Czas    | Brąz                                                                             | Czas    |
| K-1 200 m   | Elżbieta Urbańczyk (Posnania)                                                 | 42,09   | Dorota Kuczkowska (Spójnia Warszawa)                                    | 43,04   | Aneta Pastuszka (Posnania)                                                       | 45,07   |
| K-1 500 m   | Elżbieta Urbańczyk (Posnania)                                                 | 1:55,88 | Aneta Pastuszka (Posnania)                                              | 1:57,95 | Dorota Kuczkowska (Spójnia Warszawa)                                             | 1:58,85 |
| K-1 1000 m  | Elżbieta Urbańczyk (Posnania)                                                 | 3:59,75 | Iwona Pyżalska (Posnania)                                               | 4:02,22 | Dorota Kuczkowska (Spójnia Warszawa)                                             | 4:05,35 |
| K-2 200 m   | Aneta Pastuszka Elżbieta Urbańczyk (Posnania)                                 | 40,76   | Joanna Skowroń Karolina Sadalska (MKKS Gorzów Wlkp.)                    | 41,29   | Małgorzata Czajczyńska Ewelina Kozak (MKKS Gorzów Wlkp.)                         | 42,10   |
| K-2 500 m   | Joanna Skowroń Karolina Sadalska (MKKS Gorzów Wlkp.)                          | 1:43,61 | Iwona Pyżalska Aneta Białkowska (Posnania)                              | 1:44,39 | Małgorzata Czajczyńska Ewelina Kozak (MKKS Gorzów Wlkp.)                         | 1:46,87 |
| K-2 1000 m  | Joanna Skowroń Karolina Sadalska (MKKS Gorzów Wlkp.)                          | 3:39,63 | Aneta Białkowska Iwona Pyżalska (Posnania)                              | 3:40,74 | Małgorzata Czajczyńska Ewelina Kozak (MKKS Gorzów Wlkp.)                         | 3:45,88 |
| K-4 200 m   | Posnania Elżbieta Urbańczyk Iwona Pyżalska Aneta Pastuszka Aneta Białkowska   | 39,73   | Posnania Edyta Kuczyk Monika Borowicz Monika Leśniewska Alicja Suchecka | 41,45   | Posnania Katarzyna Rzepka Anna Adamczak Małgorzata Suchecka Małgorzata Chojnacka | 43,30   |
| K-4 500 m   | Posnania Małgorzata Chojnacka Iwona Pyżalska Aneta Pastuszka Aneta Białkowska | 1:42,44 | Posnania Edyta Kuczyk Monika Borowicz Monika Leśniewska Alicja Suchecka | 1:46,14 | Łączność Bydgoszcz Dorota Hojka Estera Nowacka Marta Bona Ewelina Wójtowicz      | 1:48,54 |
| K-4 1000 m  | Posnania Małgorzata Chojnacka Iwona Pyżalska Aneta Pastuszka Aneta Białkowska | 3:35,09 | Posnania Edyta Kuczyk Monika Borowicz Monika Leśniewska Alicja Suchecka | 3:36,63 | Łączność Bydgoszcz Dorota Hojka Estera Nowacka Marta Bona Ewelina Wójtowicz      | 3:52,85 |